# Franz Hager von Allentsteig
Franz Freiherr Hager von Allentsteig, (auch Haager von Altensteig; * 1750 in Wien; † 31. Juli/1. August 1816 in Strà bei Venedig) war Beamter, Kreiskommissär und zuletzt Präses der obersten Polizei- und Censur-Hofstelle. Er entstammt dem alten niederösterreichischen Adelsgeschlecht der Hager von Allentsteig.

## Leben
Franz war der Sohn des Freiherrn Alois Hager von Allentsteig und der Gräfin Marianne/Marie Schlick. Er besuchte die Theresianische Ritterakademie und wurde 1783 Kadet im Kürassier-Regimente Caramelli. Durch einen Reitunfall musste er die militärischen Laufbahn verlassen und wurde Verwaltungsbeamter. Ab 1786 absolvierte er die Ausbildung für den Staatsdienst.
Joseph II. bestellte Franz Hager zum Kreiskommissär, unter Kaiser Franz I. wurde er 1795 Kreishauptmann des Viertels unter dem Wienerwalde. Im Ersten Koalitionskrieg leitete Hager 1797 die Verschanzungsarbeiten am Wiener Berg und am Semmering, wobei ihm seine militärische Ausbildung zugutekam. 1800 leitete er die Verteidigungsarbeiten, als die Franzosen bis an die Donau vordrangen.
Am 28. Oktober 1802 wurde Hager wirklicher Regierungsrat bei der damals errichteten Hofkommission in Wohlfeilheits-Angelegenheiten und am 28. April 1803 wirklicher Hofrat bei der obersten Polizei- und Zensurhofstelle. Wegen der milden Anwendung der Zensurbestimmungen erfreute er sich großer Beliebtheit bei der Bevölkerung.
Im Sommer 1809 wurde er Vizepräsident der obersten Polizeihofstelle und März 1813 Nachfolger des Grafen Saurau als wirklicher Präsident (Präses) der obersten Polizei- und Censur-Hofstelle. Dann wurde Freiherr Hager ins Königreich Lombardo-Venetien zum Aufbau der Verwaltung berufen. Unerwartet starb er am 1. August 1816 in Strà bei Venedig. Der Leichnam wurde am 9. August in der Familiengruft in der Pfarrkirche Kefermarkt beigesetzt.
Ehrungen
Am 1. Oktober 1797 wurde Franz Hager k. k. Kämmerer, im Februar 1809 geheimer Rat und am 21. Juni 1816 erhielt er das Großkreuz des Leopold-Ordens.

## Trivia
Im Romanfragment „Der Herzog von Reichstadt“ von 1927 zeichnet Hugo von Hofmannsthal die Figur des Hager als Gegenspieler von Napoleons Sohn Napoleon Franz. Hager wird als finster und kalt dargestellt, was aber eher an Polizeiminister Joseph Fouché als am historischen Freiherrn von Hager angelehnt ist.